# Walcott (Iowa)
Walcott es una ciudad ubicada en el condado de Scott en el estado estadounidense de Iowa. En el Censo de 2010 tenía una población de 1629 habitantes y una densidad poblacional de 180,17 personas por km².

## Geografía
Walcott se encuentra ubicada en las coordenadas 41°36′42″N 90°47′11″O / 41.61167, -90.78639. Según la Oficina del Censo de los Estados Unidos, Walcott tiene una superficie total de 9.04 km², de la cual 8.98 km² corresponden a tierra firme y (0.69%) 0.06 km² es agua.

## Demografía
Según el censo de 2010, había 1629 personas residiendo en Walcott. La densidad de población era de 180,17 hab./km². De los 1629 habitantes, Walcott estaba compuesto por el 97.54% blancos, el 0.18% eran afroamericanos, el 0.25% eran amerindios, el 0.31% eran asiáticos, el 0% eran isleños del Pacífico, el 0.49% eran de otras razas y el 1.23% pertenecían a dos o más razas. Del total de la población el 2.46% eran hispanos o latinos de cualquier raza.